# 김병수 (조직폭력배)
김병수(1912년? ~ 1946년?)는 대한민국의 조직폭력배다. 용산파업현장에서 좌익들의 공격을 받아 사망했다.